# Linka důvěry

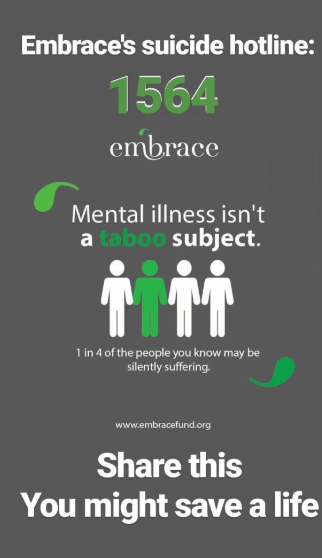
Lebanonská linka bezpečí

Linka důvěry nebo krizová linka je pracoviště pro telefonickou anonymní pomoc v naléhavých krizových situacích. Bezplatnou službu poskytují jak státní, tak neziskové organizace, některé i po internetu, buď v určitých hodinách, nebo i nonstop. Poradu poskytují odborníci (psychologové, lékaři) i vyškolení laici, kteří volajícího vyslechnou, poradí a mohou ho také odkázat na další instituce. Některé linky důvěry mají bezplatná volací čísla (800 ...) a pokud je určitá linka v dané chvíli uzavřená, odkáže automat volajícího na nejbližší službu nonstop. Pro zachování anonymity se telefonické rozhovory nenahrávají a instituce nezjišťují telefonní čísla volajících.

## Historie
Linky důvěry původně vznikaly s posláním předcházet sebevraždám. Během času se ale ukázalo, že mohou účinně pomáhat v daleko širším okruhu krizových situací. Na území dnešní ČR vznikla první linka důvěry v roce 1964, a to jako služba psychiatrické kliniky Ke Karlovu v Praze. Velký rozvoj začal po roce 1990, kdy začaly podobné služby nabízet i občanská a církevní zařízení a kdy se některé linky specializovaly například na služby pro mládež, pro děti a jiné ohrožené skupiny. Roku 1995 vznikla Česká asociace pracovníků linek důvěry (ČAPLD), která sdružuje asi 35 linek důvěry. Linky důvěry jsou považovány za telemedicínské komunikace mezi pacientem a lékařem, resp. psychologem či zdravotnickým pracovníkem.

## Nejčastější problémy
Na linky důvěry se lidé nejčastěji obracejí s osobními, partnerskými a rodinnými krizemi, s problémy závislosti a sociální patologie, se zdravotními, sociálními a právními otázkami i v situacích šoku a ohrožení.